# Corte de' Frati
Corte de' Frati là một đô thị thuộc tỉnh Cremona, vùng Lombardia nước Ý.
Đô thị này có dân số 1428 người (năm 2007)
Các đô thị giáp ranh: Alfianello (BS), Grontardo, Persico Dosimo, Pontevico (BS), Pozzaglio ed Uniti, Robecco d'Oglio, Scandolara Ripa d'Oglio